# Réserve naturelle des Djougdjour
La réserve naturelle d'État du Djougdjour (en russe : Государственный природный заповедник «Джугджу́рский») est une réserve naturelle d'État située en fédération de Russie dans les monts Djougdjour, sur la côte de la mer d'Okhotsk, en Extrême-Orient russe. Appartenant au raïon d'Aïan-et Maïa du kraï de Khabarovsk, la réserve a été créée le 10 septembre 1990. Sa superficie totale est de 859 956 hectares, dont 53 700 hectares de plans d'eau. La zone protégée couvre 252 500 hectares. Il s'agit de la plus grande réserve (des six) du kraï de Khabarovsk.

## Toponymie
La réserve est nommée d'après les monts Djougdjour, dont le nom vient de l'evenki « Djougdjour », signifiant « montagnes dépourvues de végétation, haute montagne ».

## Géographie
Il existe trois groupes : « Principal », « Côtier », « Îles Malminskie » avec leurs eaux adjacentes.
Deux d’entre eux disposent d'un littoral :
- Péninsule de Nurki ;
- Cap Ukoy ;
- Cap Ulkansky ;
- Cap Eikan.

La bordure côtière entre les corniches appartient aux baies de la réserve de Dzhugdzhursky :
- Aldoma;
- Ulkansky;
- Bolchikan;
- Feutre.

Le territoire de la réserve comprend la partie sud de la crête de Pribrezhny et la partie centrale de la crête de Dzhugdzhur.

## Flore
On y trouve 480 espèces végétales, dont 10 endémiques. Sur les versants est, on trouve une taïga de conifères clairs et des bosquets de pins nains ; sur les versants ouest, on trouve des forêts de taïga d'épicéas d'Ayan.
Six espèces de plantes poussant dans la réserve sont répertoriées dans le Livre rouge de Russie : Valeriana ayanica, sabot de Vénus à grandes fleurs, calypso bulbosa, borodinia à grandes feuilles, smel'lovskia inattendu et rosea rhodiola.

## Faune
La faune comprend 211 espèces animales. On y dénombre 42 espèces de mammifères, 166 espèces d'oiseaux, dont 126 nichent ici, et 4 espèces de chauves-souris. On trouve des colonies de mammifères marins sur la côte.
L'otarie de Steller et 14 espèces d'oiseaux y sont répertoriées dans le Livre rouge de Russie : la cigogne noire, le cygne de Bewick, l'oie naine, le pygargue à queue blanche, le pygargue de Steller, l'aigle royal, le faucon pèlerin, le faucon gerfaut, le balbuzard pêcheur, le tétras de Sibérie Balbuzard pêcheur, le guillemot à long bec, le hibou grand-duc et le «hibou pêcheur» (Grand-duc de Blakiston).